# Loi-cadre Defferre

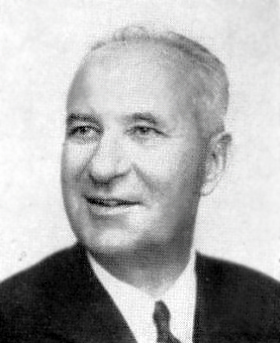
Bild von Gaston Defferre, Namensgeber des Rahmengesetzes.

Die loi-cadre Defferre war ein französisches Rahmengesetz aus dem Jahr 1956 zur Reform der französischen Überseegebiete. Es ist nach Gaston Defferre benannt. Seine eigentliche Bezeichnung lautet loi n° 56-619 du 23 juin 1956.
Die loi-cadre Defferre war eine Initiative von Gaston Defferre, damals Minister für die Überseegebiete, und des ivorischen Abgeordneten Félix Houphouët-Boigny. Das Gesetz wurde am 23. Juni 1956 von der Nationalversammlung angenommen. Es schuf einen Rahmen, der es der französischen Regierung ermöglichte, mittels Dekreten eine Reform der Überseegebiete voranzutreiben. Schon 1946 waren die meisten französischen Kolonien in Überseegebiete umgewandelt worden. Diese unterhielten jeweils eigene Parlamente, die von zwei Wahlkollegien gewählt wurden. Das erste Wahlkollegium waren de facto die in den Überseegebieten lebenden, aus Metropolitan-Frankreich stammenden französischen Staatsbürger. Das zweite Wahlkollegium bildeten die Einheimischen, die die französische Unionsbürgerschaft übertragen bekommen hatten. Die loi-cadre Defferre ermöglichte nun einerseits die Einführung des allgemeinen Wahlrechts und andererseits die Schaffung jeweils eigener Regierungen in den Überseegebieten. Auch wenn die weiterhin direkt von der französischen Zentralregierung ernannten Gouverneure der Überseegebiete weitreichende politische Befugnisse behielten, bildete die loi-cadre Defferre einen wichtigen Schritt bei der Dekolonisation.